# Liste der Naturdenkmale in Ottersheim
Die Liste der Naturdenkmale in Ottersheim nennt die im Gemeindegebiet von Ottersheim ausgewiesenen Naturdenkmale (Stand 28. März 2024).

## Naturdenkmale
| Nr.         | Bezeichnung                         | Lage                         | Beschreibung | Bild                                    |
| ----------- | ----------------------------------- | ---------------------------- | --- | --------------------------------------- |
| ND-7333-107 | 15 Bäume an der katholischen Kirche | Hauptstraße, bei Nr. 16 Lage | Tilia platiphyllos, acht Bäume, Juglans regia, vier Bäume, und Aesculus hippocastanum, drei Bäume; um 1900 gepflanzt, bis zu 28 m hoch | Direkt Bild zu diesem Denkmal hochladen |
| ND-7333-108 | Drei Rosskastanien an der Obergasse | Obergasse Lage               | Aesculus hippocastanum, drei Bäume; zwischen 1850 und 1920 gepflanzt, bis zu 22 m hoch                                                 | Direkt Bild zu diesem Denkmal hochladen |